# 웨더뉴스채널
《웨더뉴스채널》(영어: Weather News Channel)은 YTN Weather 민간 기상예보 사업자인 웨더뉴스가 설립한 대한민국 최초의 기상 전문 케이블방송이다. 2000년 11월 1일에 개국하여 제2차 채널사업자로 선정된 이후 하루 24시간 동안 시청자들에게 다양한 기상정보를 제공하였지만 시청률 하락과 광고수주 급락, 경영수지 악화 등으로 인해 2005년 8월 5일에 방송 송출을 중단하였다.